# Spiniferella
Spiniferella es un género de foraminífero bentónico considerado un sinónimo posterior de Globocassidulina de la subfamilia Cassidulininae, de la familia Cassidulinidae, de la superfamilia Cassidulinoidea, del suborden Buliminina y del orden Buliminida. Su especie tipo era Spiniferella spinea. Su rango cronoestratigráfico abarca el Holoceno.

## Discusión
Clasificaciones previas incluían Sphaeroislandiella en el suborden Rotaliina del orden Rotaliida.

## Clasificación
Spiniferella incluía a las siguientes especies:
- Spiniferella cornuta
  - Spiniferella cornuta flexa
  - Spiniferella cornuta laevimura
  - Spiniferella cornuta ovalis
- Spiniferella spinea